# Szíriai körte
A szíriai körte (Pyrus syriaca) a rózsavirágúak (Rosales) rózsafélék (Rosaceae) családjába tartozó faj.

## Elterjedés, élőhely
Palesztina, Libanon, Törökország, Irak, Irán, Jordánia és Szíria területén fordul elő. Hegyoldalakon, erdőszéleken jellemző, 200–1800 méteres tengerszint feletti magasságokban.

## Változatok
- Pyrus syriaca var. abbreviata Bornm.
- Pyrus syriaca var. angustifolia (Decne.) Wenz.
- Pyrus syriaca var. boveana (Decne.) Diap.
- Pyrus syriaca var. glabra (Boiss.) Wenz.
- Pyrus syriaca var. microphylla Zohary ex Browicz
- Pyrus syriaca var. oxyprion (Woronow) Diap.
- Pyrus syriaca var. raddeana (Woronow) Diap.
- Pyrus syriaca var. syriaca